# Códice Mendoza

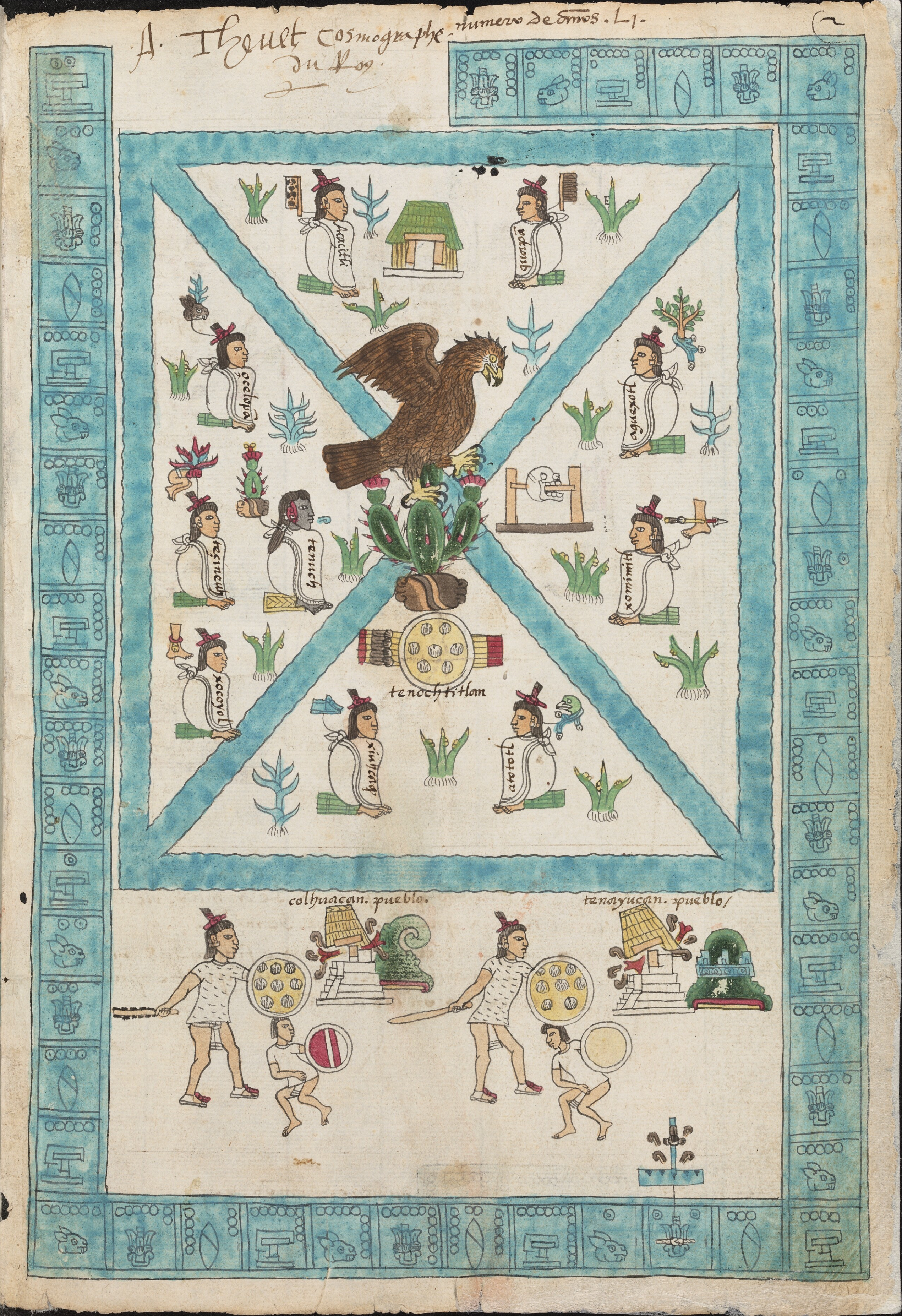
Códice Mendoza

O Códice Mendoza (ou Códice Mendocino ou Codex Mendoza) é um códice asteca colonial, datado da década de 1540 em papel europeu. Posterior à Conquista do México, foi pintado por escribas astecas, que usaram o formato pictórico e iconográfico antigo. Após ser pintado, um escriba adicionou descrições escritas em castelhano.
É assim chamado porque foi encomendado pelo primeiro vice-rei da Nova Espanha, Antonio de Mendoza, que desempenhou o seu cargo de 1535 a 1550, para enviar a Carlos I informações sobre os astecas. Provavelmente as suas fontes foram vários códices originais copiados por tlacuilos (pintores de códices) embora alguma das suas partes possa ser obra original dos indígenas especialistas nesta atividade.

## Périplo
Finalizado o códice, este partiu de Veracruz em 1549 sendo enviado para Espanha mas o navio foi aprisionado por piratas franceses, tendo ido parar às mãos do cosmógrafo real francês, que o estragou assinando-o três vezes. Quando morreu, o códice foi comprado pelo geógrafo e embaixador inglês Richard Hakiuyt que o levou para Londres. Passou por várias mãos até ter chegado à biblioteca de consulta Bodleiana da Universidade de Oxford, onde se encontra hoje.

## Conteúdo
O códice é constituído por 71 folhas, com filigrana de manufatura europeia, encadernadas até ao século XVIII, dividido em três partes:
- 1. Secção I (16 páginas), onde se narra a história oficial dos astecas de 1325 a 1521.
- 2. Secção 2 (39 páginas), onde se mostram os altepetl (tributos) submetidos ao domínio asteca e suas tributações. Provavelmente os seus autores basearam-se em documentos astecas e na Matrícula de Tributos.
- 3. Secção III (16 páginas), onde se desenharam aspetos da vida quotidiana asteca.

### Secção I

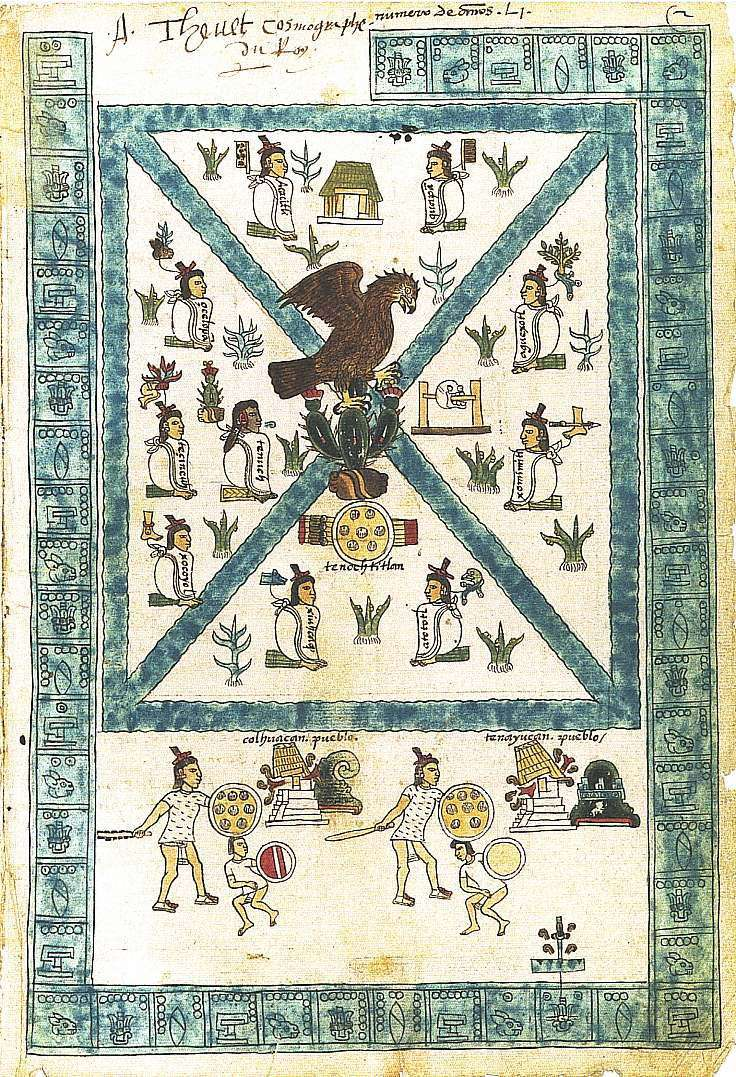
Folio 2 recto Fundação de Tenochtitlan.
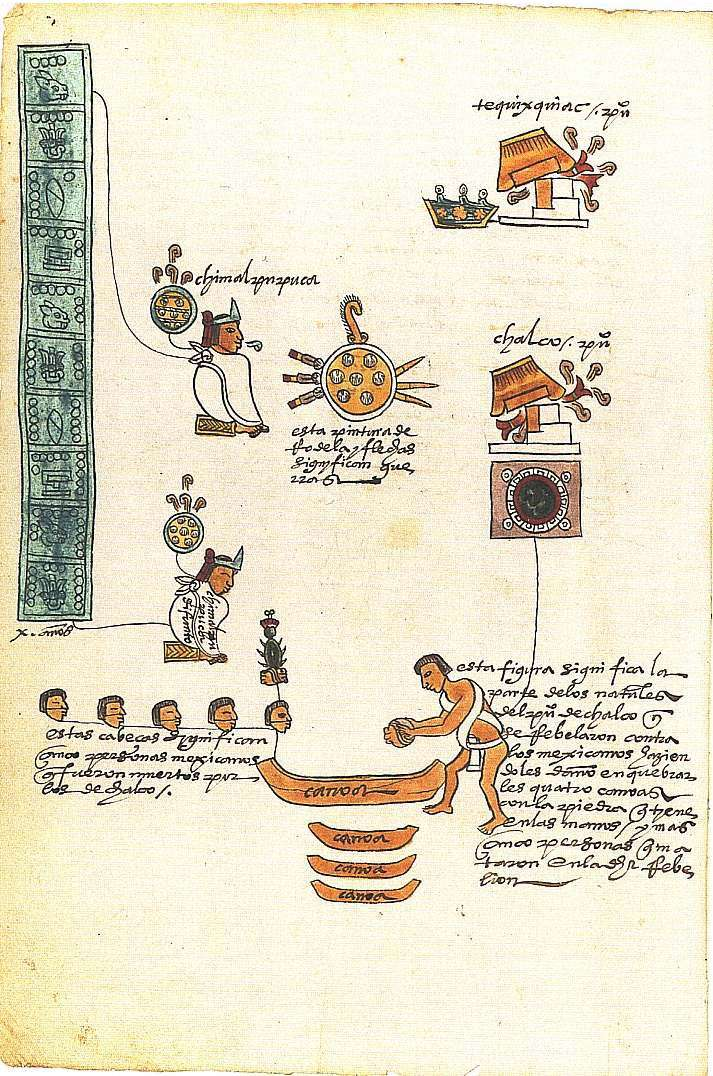
Folio 4 verso Conquistas de Chimalpopoca.
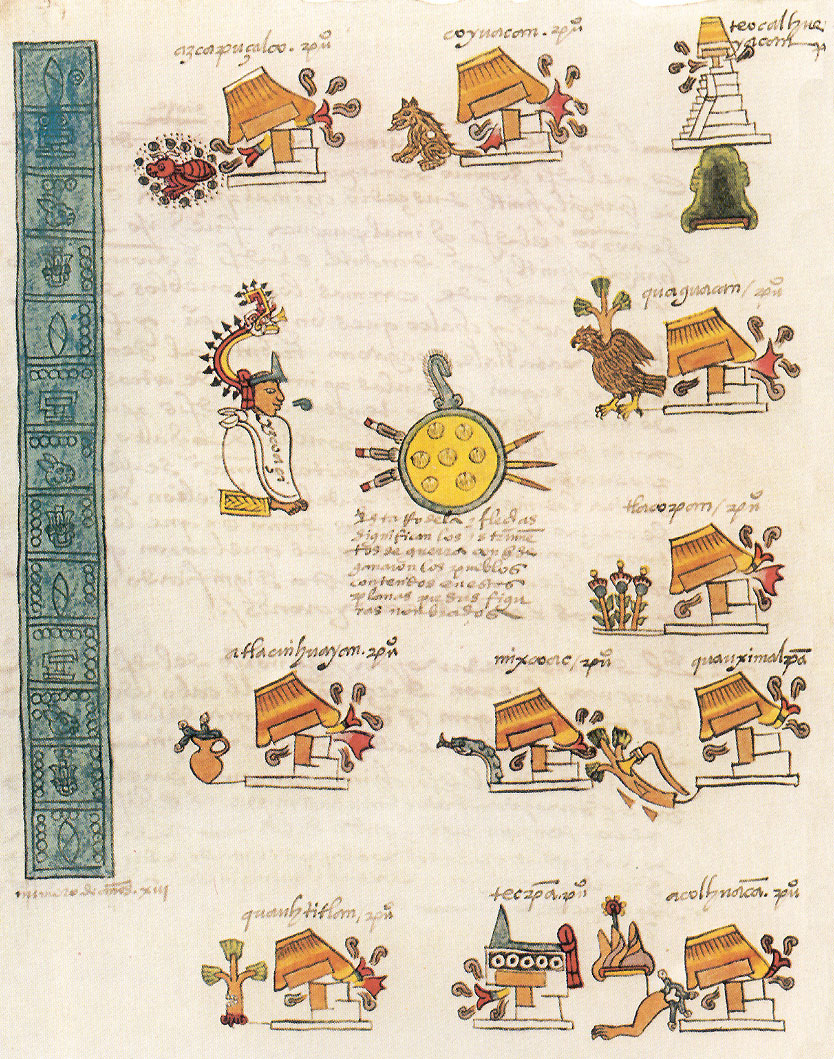
Folio 5 verso Conquistas de Itzcoatl.
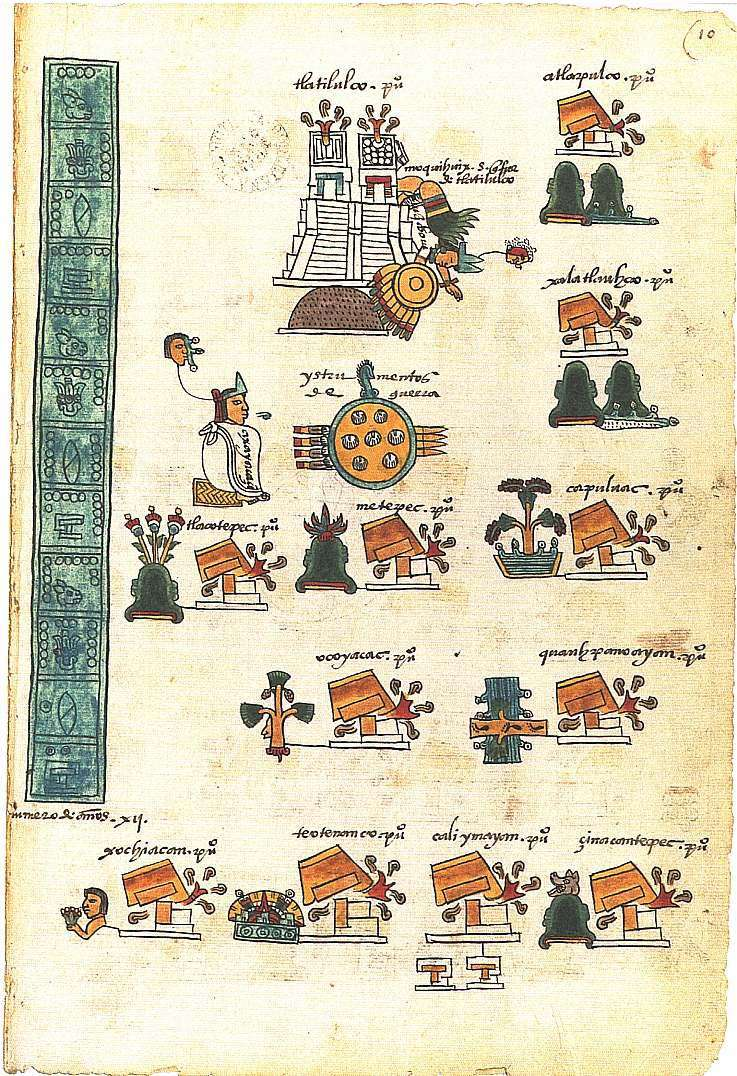
Folio 10 recto Conquistas de Axayacatl.
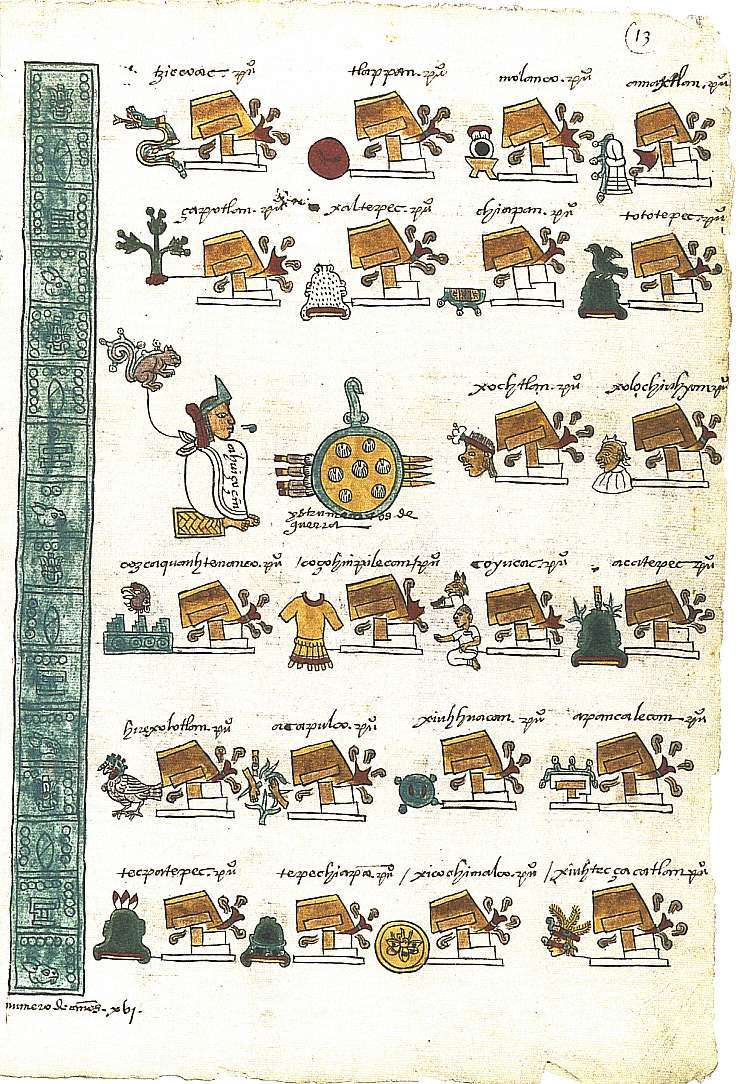
Folio 13 recto Conquistas de Ahuitzotl.

### Secção II

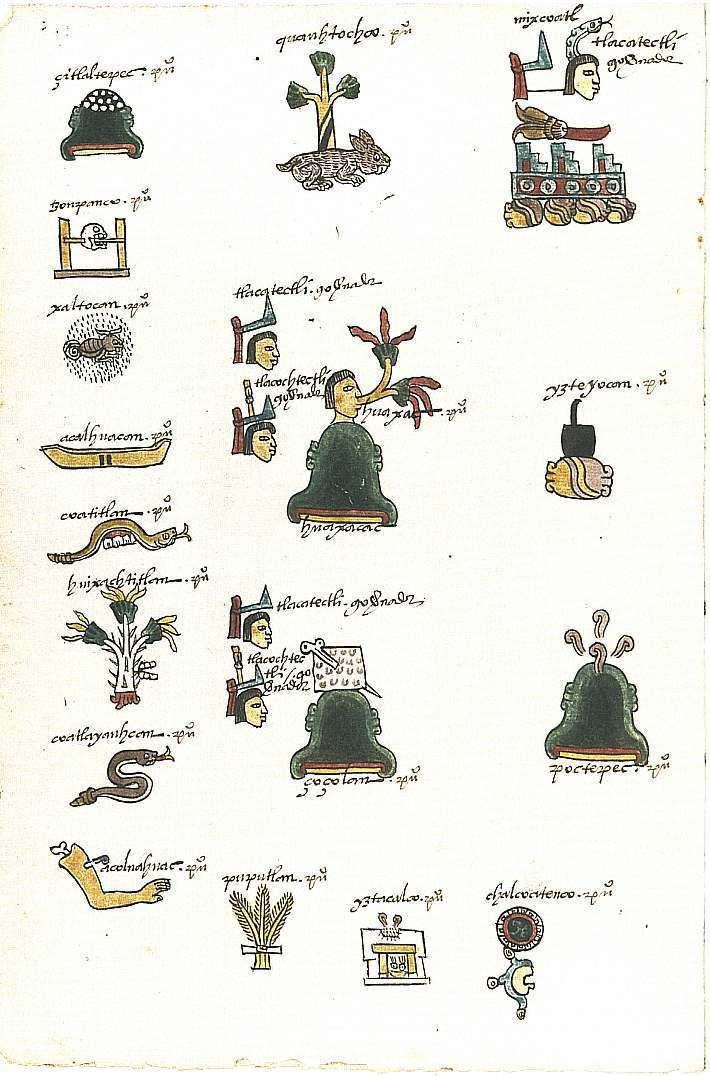
Folio 17 verso
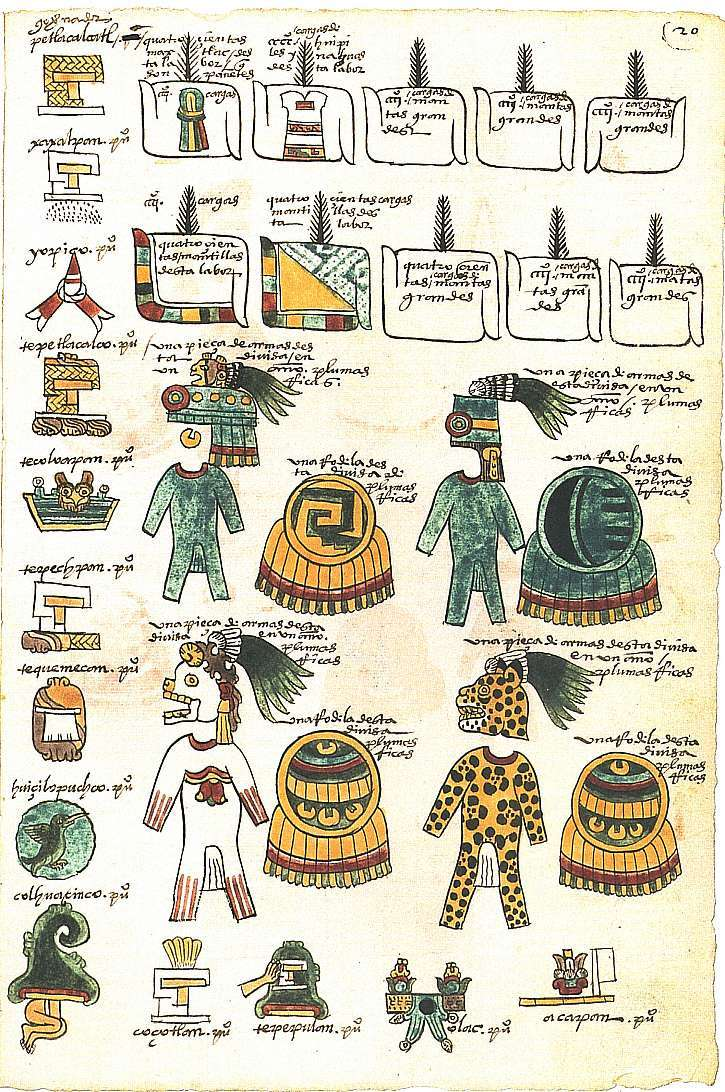
Folio 20 recto
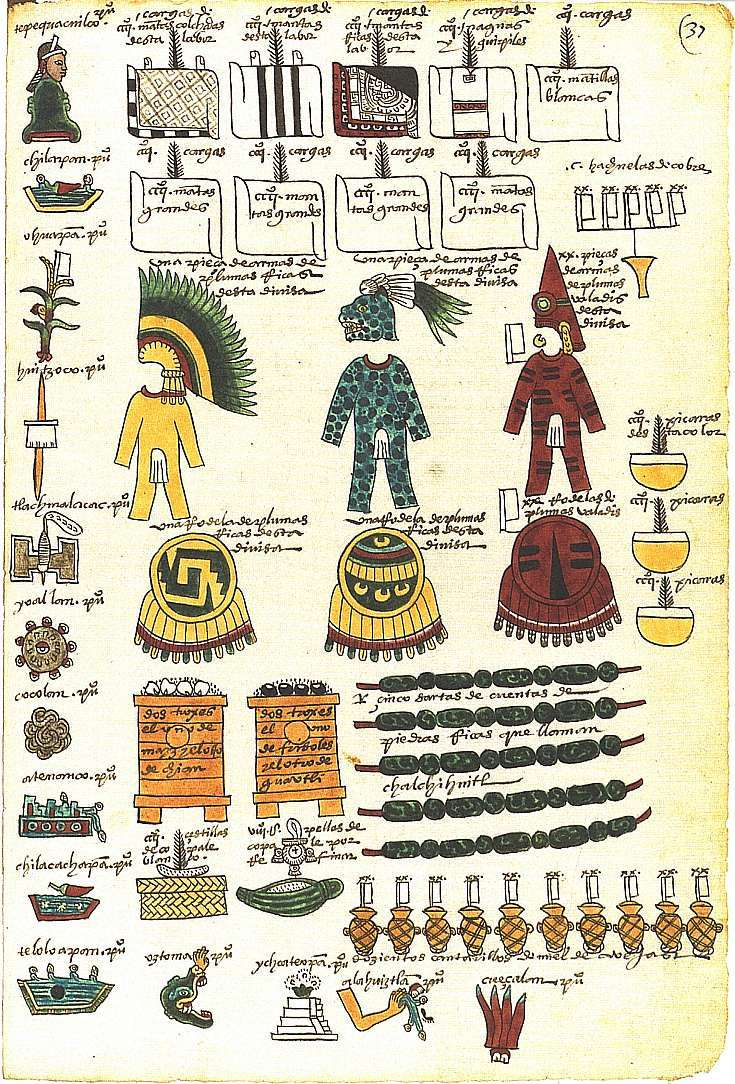
Folio 37 recto
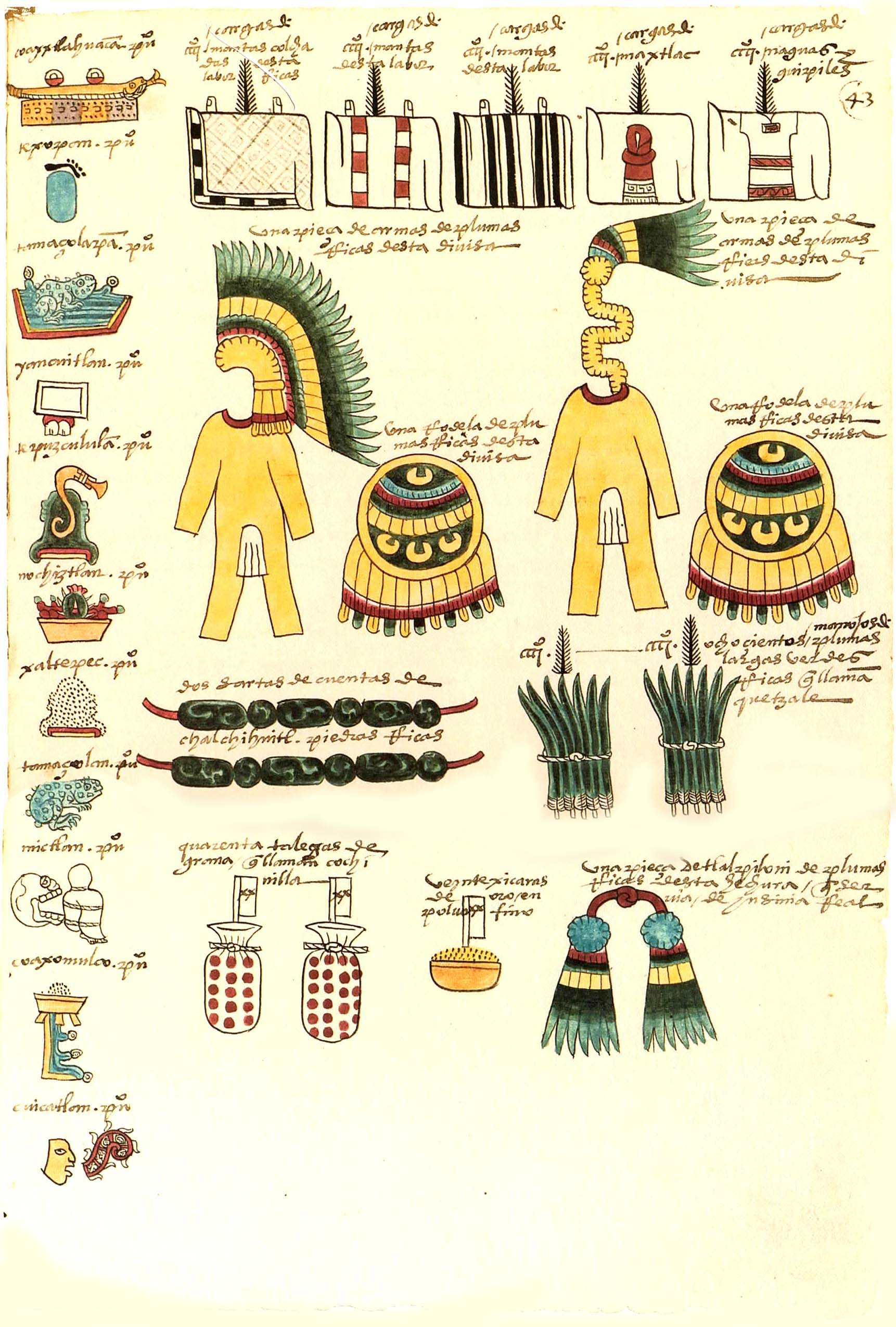
Folio 43 recto
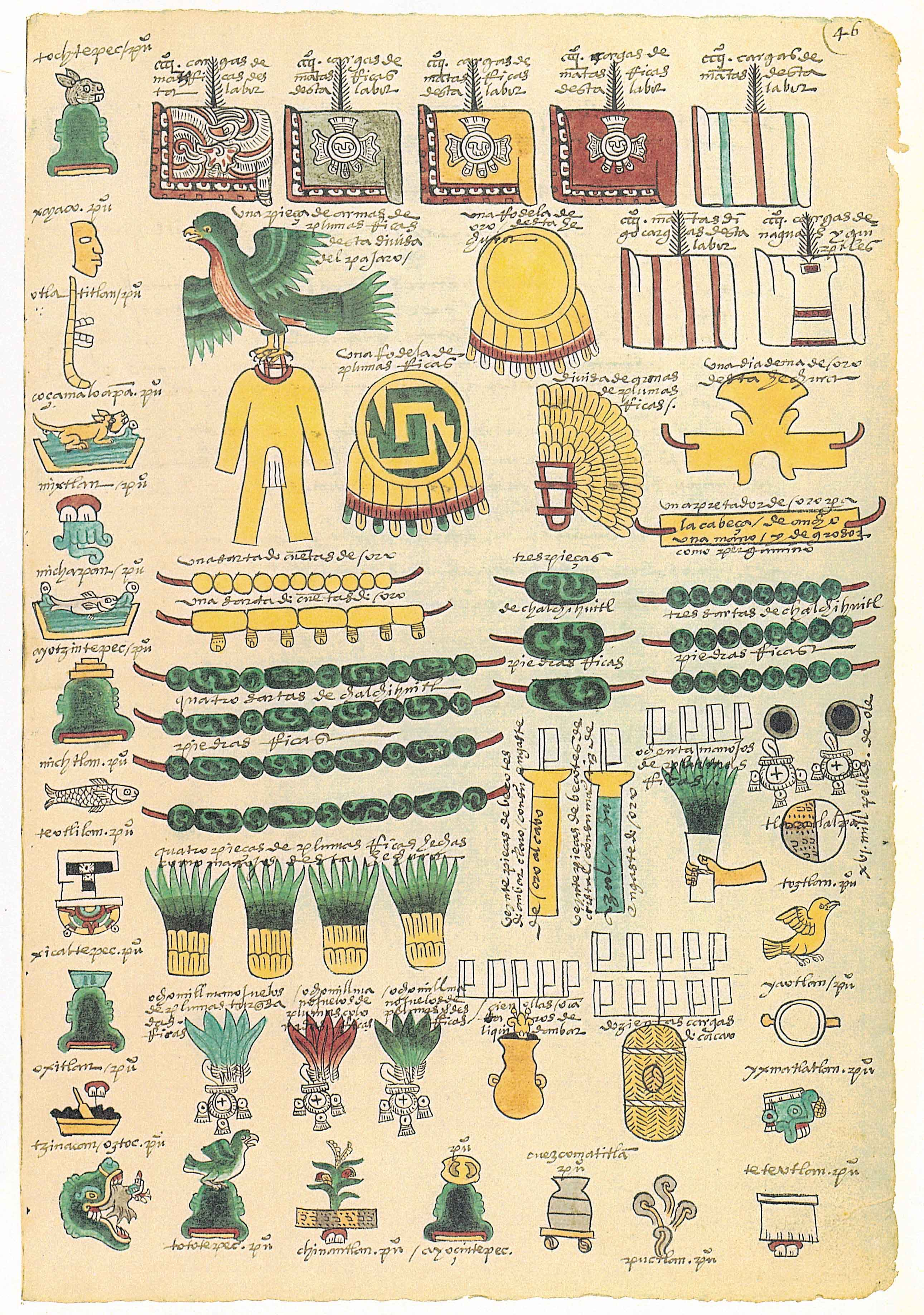
Folio 46 recto
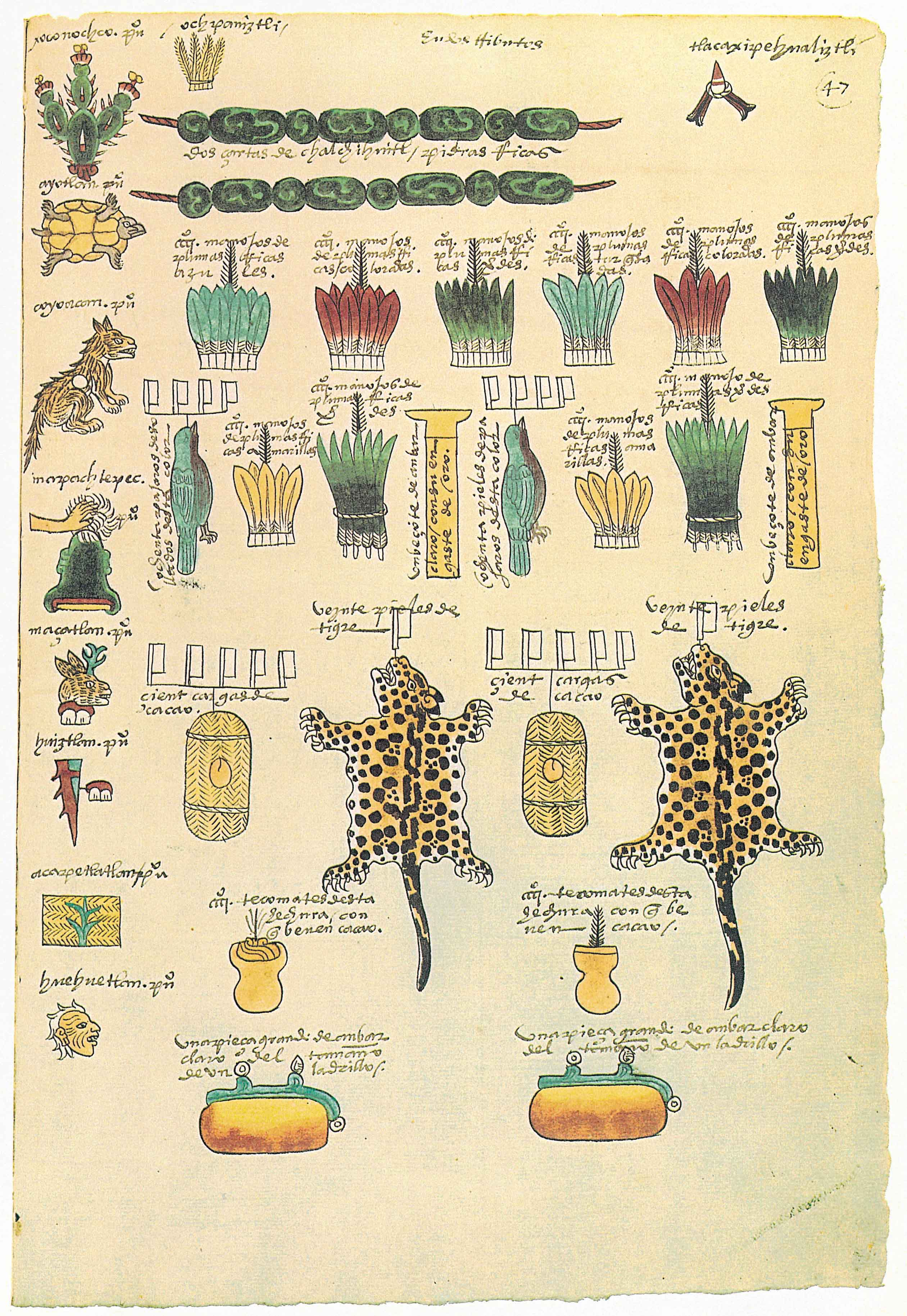
Folio 47 recto
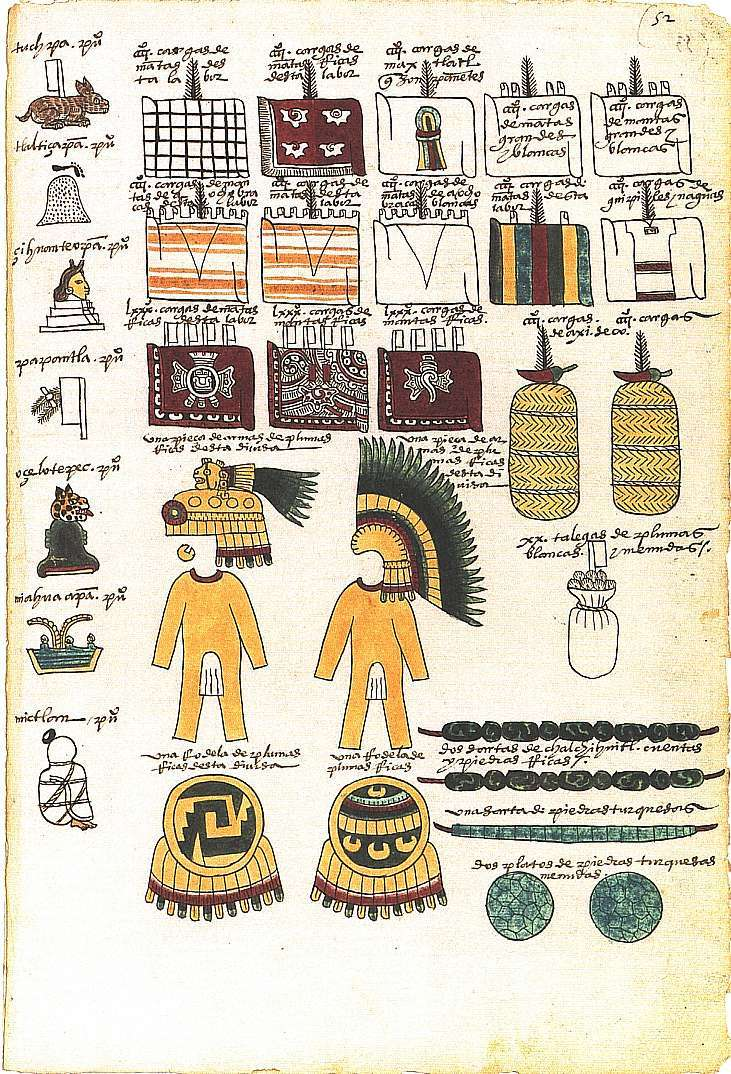
Folio 52 recto

### Secção III

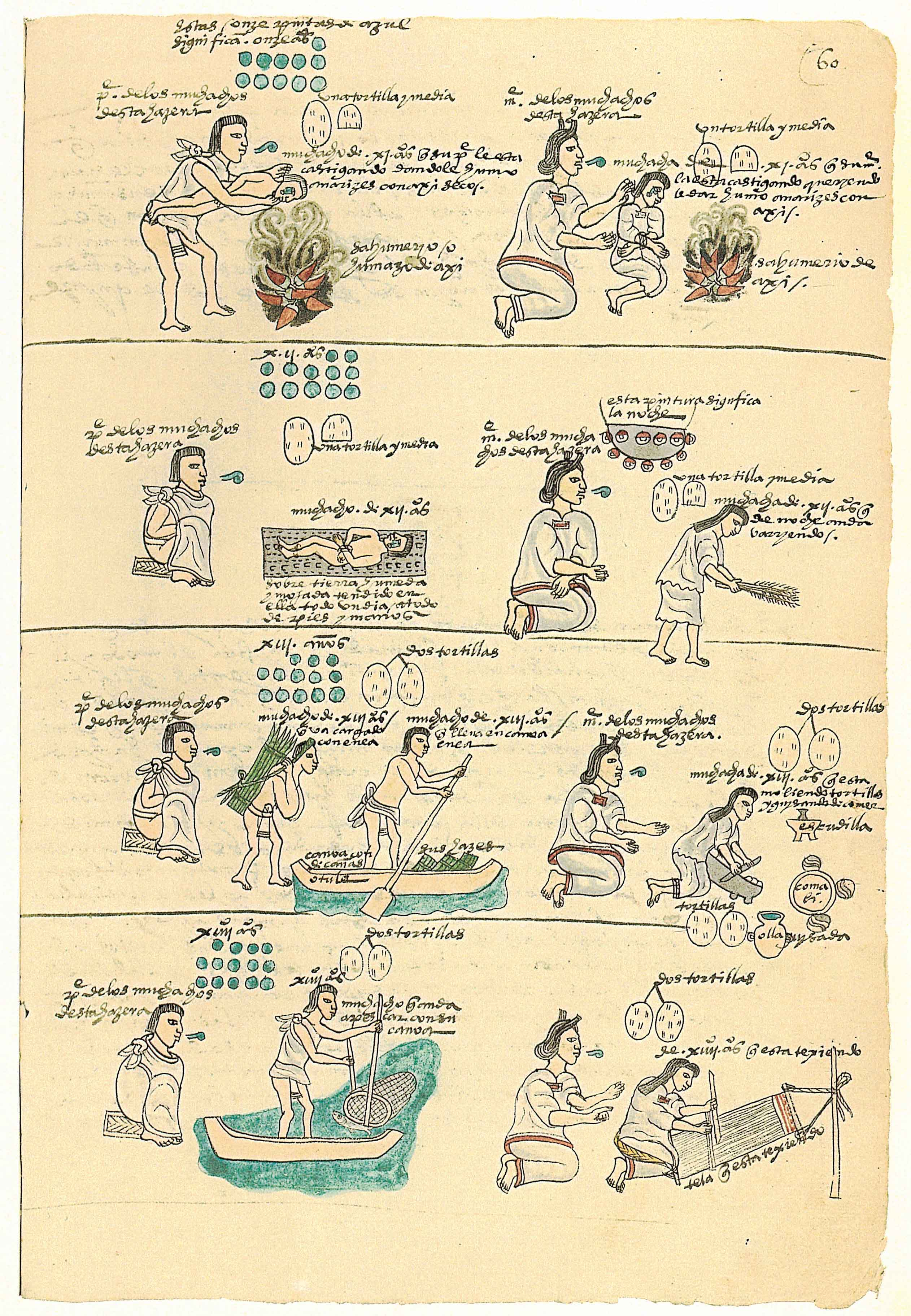
Folio 60 recto Castigos e tarefas de crianças de 11 a 14 anos de idade.
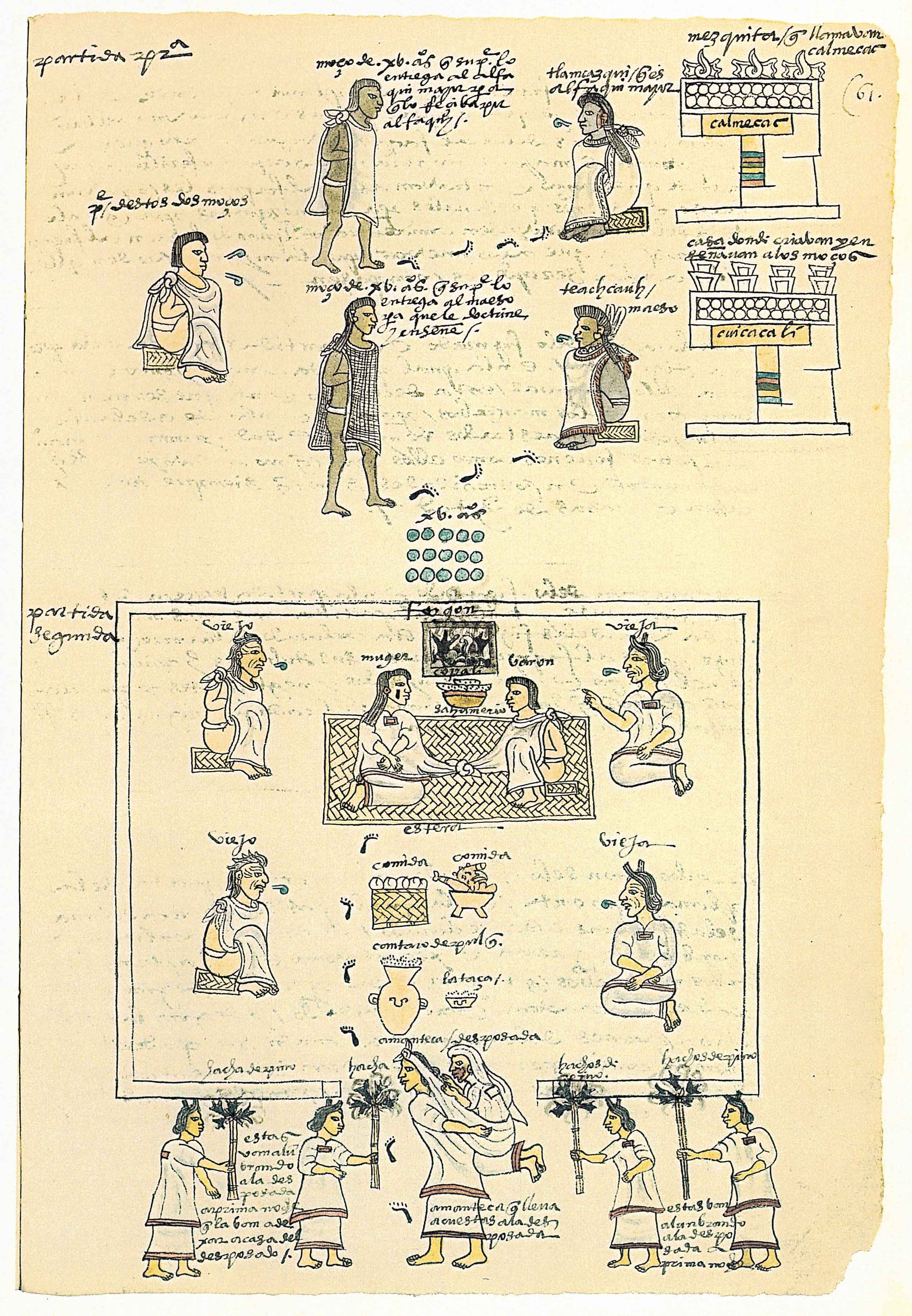
Folio 61 recto Jovens de 15 anos iniciando treino como militares o sacerdotes. Em baixo, uma jovem de 15 anos se casa.
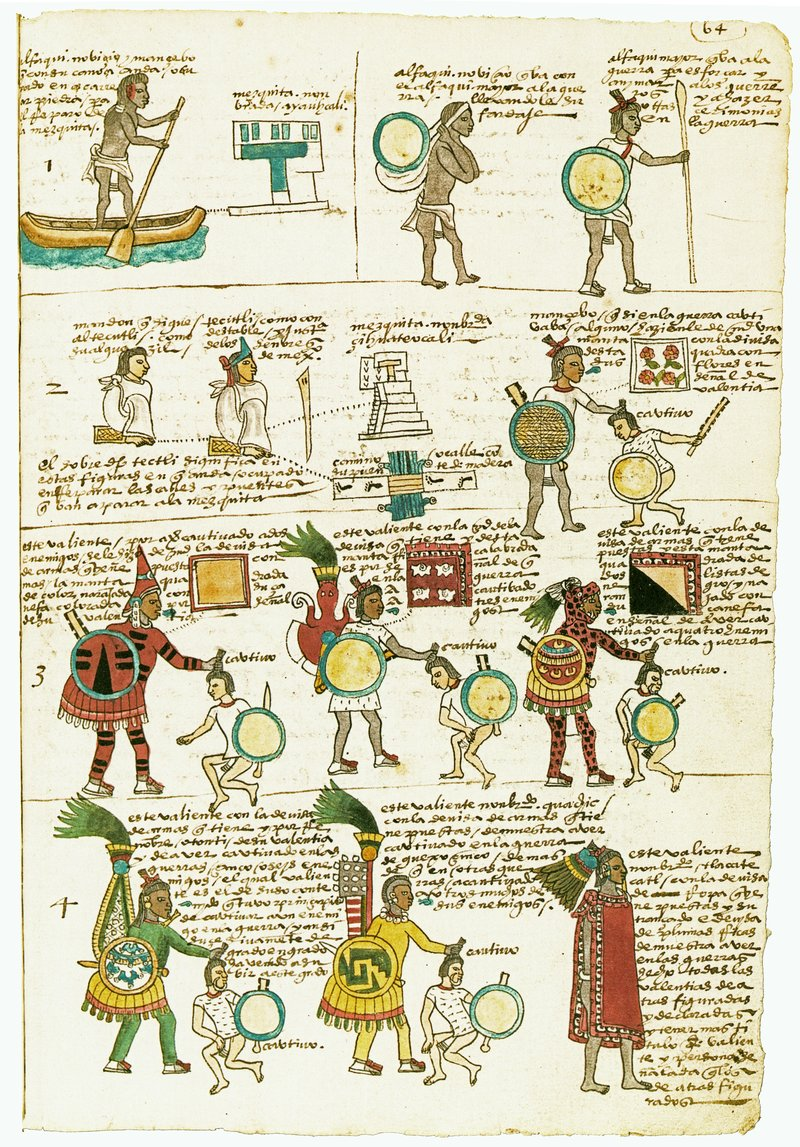
Folio 64 recto Honrarias de sacerdotes noviços Rangos atribuídos aos guerreiros.
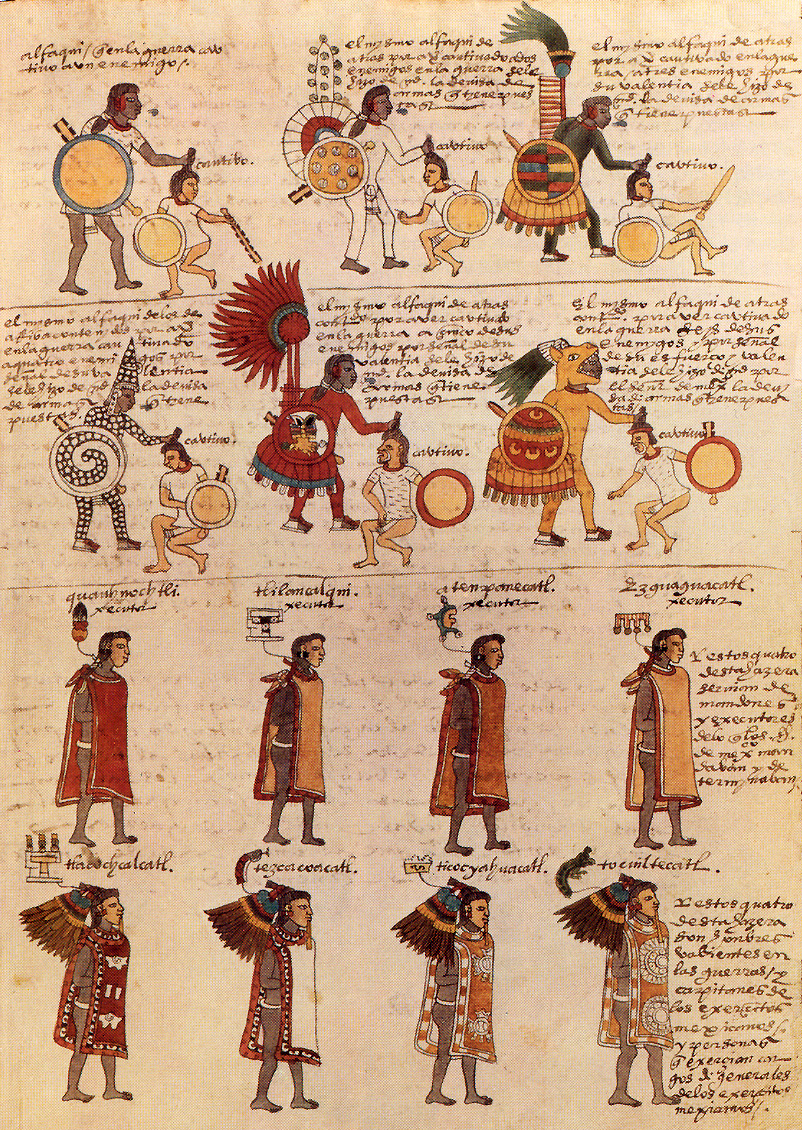
Folio 65 recto Postos atribuídos a sacerdotes-guerreiros Oficiais imperiais.
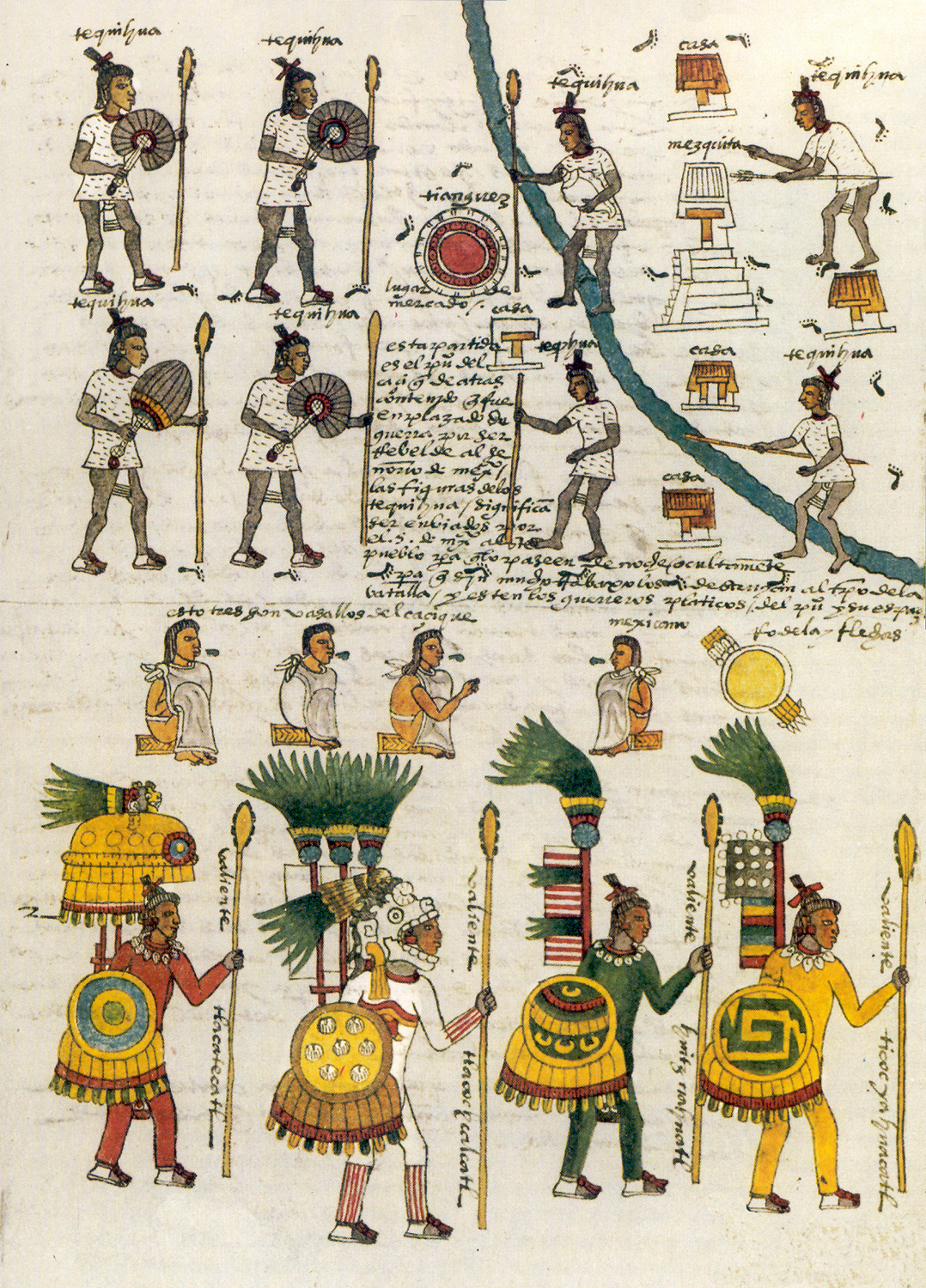
Folio 67 recto
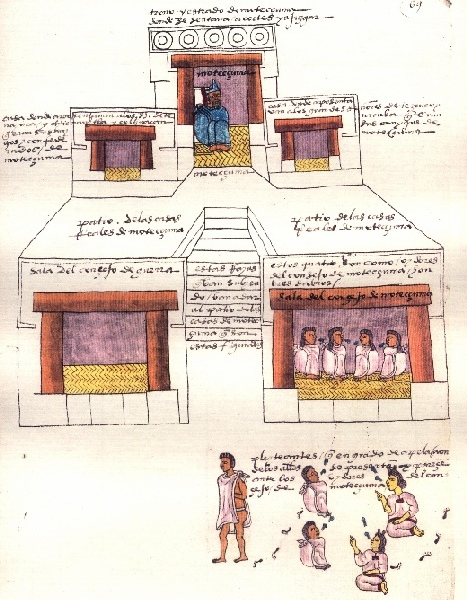
Folio 69 recto Teocalli de Moctezuma Xocoyotzin.